# Club Deportivo Chaco Petrolero
El Club Deportivo Chaco Petrolero és un club de futbol bolivià de la ciutat de La Paz.
Va ser fundat el 20 d'octubre de 1944.

## Palmarès
- Campionat bolivià de futbol:[2]
  - 1970
- Campionat de La Paz:
  - 1955, 1962, 1981, 1987, 1989, 1990, 1992, 1994, 1995